# Epiphone

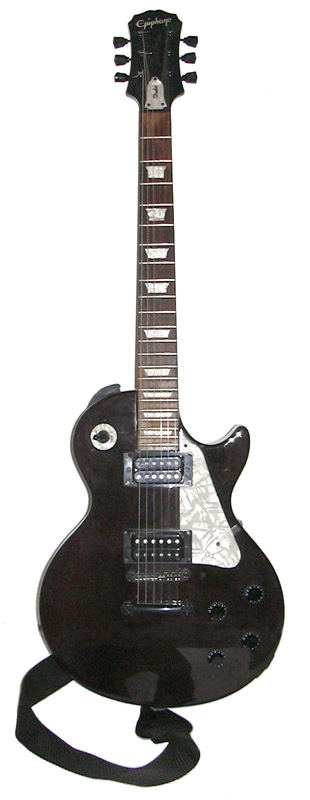
Epiphone Les Paul

Epiphone – firma produkująca sprzęt gitarowy na bazie Gibsona, będąca również częścią tej firmy. Najbardziej znana z modelu Epiphone Casino używanego przez gitarzystów zespołu The Beatles.
Firma Epiphone, oprócz gitar produkowała przed II wojną światową takie instrumenty jak banjo, lecz po zakończeniu wojny zaniechała dalszej produkcji.
Firma została założona przez Greka Epaminondasa Stathopoulosa (stąd nazwa Epi – skrót od imienia oraz phone – po grecku dźwięk) w 1915 roku.
Firma do dziś produkuje gitary elektryczne, basowe elektryczne i akustyczne, jednymi ze znanych użytkowników gitar tej marki są Zakk Wylde, Tony Iommi, Matt Heafy, Brendon Small, Robb Flynn i Jeff Waters.